# Вайманало (Гаваї)
Вайманало (англ. Waimānalo) — переписна місцевість (CDP) в США, в окрузі Гонолулу штату Гаваї. Населення — 4823 особи (2020).

## Географія
Вайманало розташоване за координатами 21°20′29″ пн. ш. 157°43′58″ зх. д. / 21.34139° пн. ш. 157.73278° зх. д. (21.341375, -157.732742).  За даними Бюро перепису населення США в 2010 році переписна місцевість мала площу 11,29 км², з яких 11,28 км² — суходіл та 0,01 км² — водойми.

## Демографія
Згідно з переписом 2010 року, у переписній місцевості мешкала 5451 особа в 1341 домогосподарстві у складі 1130 родин. Густота населення становила 483 особи/км².  Було 1379 помешкань (122/км²).
Расовий склад населення:
| - 23,8 % — азіатів - 23,3 % — вихідців з тихоокеанських островів - 12,3 % — білих - 0,3 % — чорних або афроамериканців - 0,2 % — корінних американців |

До двох чи більше рас належало 39,6 %. Частка іспаномовних становила 11,2 % від усіх жителів.
За віковим діапазоном населення розподілялося таким чином: 29,5 % — особи молодші 18 років, 59,0 % — особи у віці 18—64 років, 11,5 % — особи у віці 65 років та старші. Медіана віку мешканця становила 33,8 року. На 100 осіб жіночої статі у переписній місцевості припадало 97,4 чоловіків;  на 100 жінок у віці від 18 років та старших — 90,1 чоловіків також старших 18 років.
Середній дохід на одне домашнє господарство  становив 78 349 доларів США (медіана — 68 398), а середній дохід на одну сім'ю — 76 008 доларів (медіана — 70 662). Медіана доходів становила 42 321 долар для чоловіків та 31 429 доларів для жінок. За межею бідності перебувало 24,3 % осіб, у тому числі 41,2 % дітей у віці до 18 років та 1,0 % осіб у віці 65 років та старших.
Цивільне працевлаштоване населення становило 2495 осіб. Основні галузі зайнятості: освіта, охорона здоров'я та соціальна допомога — 23,9 %, роздрібна торгівля — 13,4 %, науковці, спеціалісти, менеджери — 13,1 %.